# Медаль Клары Цеткин
Медаль Клары Цеткин (нем. Clara-Zetkin-Medaille) — государственная награда ГДР, учреждённая 18 февраля 1954 года Советом министров ГДР.

## Общие сведения
Медаль была создана для увековечивания памяти выдающегося деятеля коммунистического, рабочего и женского движения Германии — Клары Цеткин. Медалью награждались исключительно женщины, женские трудовые коллективы и организации за особые заслуги в деле строительства социалистического общества на немецкой земле, трудовые достижения, борьбе за мир, материнство и успехи в борьбе за равноправие между полами. Награждённые ею должны были давать яркий пример того, какой является «женщина социалистического общества».
Медаль Клары Цеткин могла вручаться награждённой только один раз, вторичное награждение исключалось. Имела только одну степень. До 1964 года награждённые медалью поощрялись также ежегодной пенсией в размере 300 марок. Позднее они получали единожды 2500 марок, а при награждении коллективов — 500 марок на каждого его члена. Количество награждённых также было ограничено — до 1977 года вручались ежегодно по 80 наград, с 1978 по 1985 — 120 наград, с 1986 — 150 наград. При награждении коллективов, в которых числилось до 10 женщин включительно, каждая из них получала по медали. 
Награждение происходило ежегодно в Международный женский день — 8 марта. 

## Характеристика
С 1954 по 1958 год медаль чеканилась из серебра и была диаметром 36 мм. На её аверсе было изображено лицо Клары Цеткин в окружении двух лавровых листьев. На реверсе стояла надпись «За мир, единство, демократию и возрождение» (FÜR / FRIEDEN, EINHEIT / DEMOKRATIE UND / AUFBAU). С 1959 по 1972 год медаль оставалась прежней, лишь надпись на реверсе была изменена на девиз «За мир и социализм» (FÜR / FRIEDEN / UND / SOZIALISMUS). В 1973—1977 годах медаль Клары Цеткин изготовлялась из посеребренного металла. Медаль, чеканившаяся с 1978 года уменьшилась в диаметре до 35 мм и на реверсе вместо девиза теперь был герб ГДР. 
Медаль носилась на левой верхней части груди, на синей ленте шириной 35 мм и длиной 18 мм, посередине перехваченной 5-миллиметровым синим отрезком ткани. По обеим краям ленты были прострочены по две серо-серебряные полоски. 